# بكر أبو زيد
بكر بن عبد الله بن محمد بن أبوزيد (1946 - 5 فبراير 2008) أحد كبار علماء الدين المعاصرين في المملكة العربية السعودية. تولى عضوية المجمع الفقهي الإسلامي التابع لرابطة العالم الإسلامي، وعضوية مجلس القضاء السعودي، وعضوية هيئة كبار العلماء السعودية واللجنة الدائمة للبحوث العلمية والإفتاء.

## نسبه
هو الشيخ العلامة بكر بن عبد الله أبو زيد بن محمد بن عبد الله بن بكر بن عثمان بن يحيى بن غيهب بن محمد، ينتهي نسبه إلى بني زيد الأعلى، وهو زيد بن سويد بن زيد بن سويد بن زيد بن حرام بن سويد بن زيد القضاعي ، من قبيلة بني زيد القضاعية المشهورة في حاضرة الوشم، وعالية نجد.

## ولادته
- ولد عام 1365هـ في مدينة الدوادمي.

## نشأته ودراسته وأساتذته
نشأ نشأة كريمة في بيت صلاح وثراء وعراقة نسب.
درس في الكتّاب ثم التحق بالمدرسة الابتدائية، وأكملها في مدينة الرياض حيث واصل جميع مراحل التعليم الابتدائي ثم المعهد العلمي ثم كلية الشريعة ثم المعهد العالي للقضاء، وكان بجانب دراسته النظامية يتلقى العلم عن عدد من المشايخ.
فأخذ اللغة عن الشيخ صالح بن عبد الله بن مطلق القاضي المتقاعد في الرياض، وكان يحفظ من مقامات الحريري خمسا وعشرين مقاما بشرحها لأبي العباس الشربشي، وقد ضبطها عليه وأخذ علم الميقات، وحفظ منظومة منظومته المتداولة على ألسنة المشايخ.
وقد انتفع انتفاعا بليغا من رحلته إلى مدينة رسول الله صلى الله عليه وسلم منذ عام ثلاثة وثمانين وثلاث مئة وألف حيث أخذ علم الميقات أيضا عن بعض المشايخ.
ولازم شيخه الشيخ عبد العزيز بن باز، وقرأ عليه عددا من الرسائل، ودرس عليه كتاب الحج من المنتقى في المسجد الحرام.
ولازم شيخه الشيخ محمد الأمين الشنقيطي المتوفى سنة 1393هـ عشر سنين دأب في المسجد النبوي، وفي دروسه في عصر رمضان، وفي منزله، وقرأ عليه بعض تفسيره «أضواء البيان»، والجزء الأول من «آداب البحث والمناظرة»، ومواضع من المذكرة في أصول الفقه، وعلم النسب من كتاب ابن عبد البر «القصد والأمم في أنساب العرب والعجم» ونبذا سواها.
وقد أثر فيه الشيخ –– تأثيرا بالغا حبب إليه النظر في لسان العرب، وأصول اللغة العربية حتى صار لها التأثير الظاهر عليه في أسلوبه وبيانه، وبالجملة فقد كان مختصا به، وتخرج على يديه، وكان مغرما بتحصيل الإجازات العلمية في كتب السنة، وله ثبت في هذا.
وقد تخرج في كلية الشريعة عام 1388هـ منتسبا، وكان ترتيبه الأول من بين الخريجين.
وفي أثناء عمله في القضاء واصل الدراسة منتسبا في المعهد العالي للقضاء فتحصل منه على العالمية (الماجستير)، والعالمية العالية (الدكتوراة).

## تلامذته
- أ.د.يحيى بن عبد الله الثمالي وهو أكثرهم أخذًا عليه وقد لازمه ثلاثة عشر عامًا.
- د.محمد قاسم أحمد فارح.
- د.علي بن محمد العمران.

## أعماله ونشاطاته
- قاضي في محكمة المدينة الكبرى منذ عام 1388هـ حتى نهاية عام 1400هـ.
- مدرس بالمسجد النبوي الشريف 1390هـ واستمر حتى عام 1400هـ.
- وكيل لوزارة العدل 1401هـ واستمر في الوكالة حتى عام 1413
- كان داعيًا، وخطيبًا وقاضيًا وباحثًا ومؤلفًا يمتاز بالدقة في البحث والجزالة في الأسلوب.
- عضو مجلس القضاء الأعلى بهيئته العامة
- ممثل للمملكة في مجمع الفقه الإسلامي الدولي المنبثق عن منظمة التعاون الإسلامي 1405هـ
- رئيس مجمع الفقه الإسلامي الدولي التابع لمنظمة التعاون الإسلامي 1405هـ
- عضو المجمع الفقهي الإسلامي التابع لرابطة العالم الإسلامي 1405هـ
- مدرس في المعهد العالي للقضاء، وفي الدراسات العليا في كلية الشريعة بالرياض
- عضو هيئة كبار العلماء السعودية 1413هـ
- عضو اللجنة الدائمة للبحوث العلمية والإفتاء 1413هـ

## مؤلفاته
له مشاركة في التأليف في: الحديث والفقه واللغة والمعارف العامة، طبع منها ما يأتي:

### الفقه
1- فقه النوازل: دراسة فقهية معاصرة (مجلدتين) مؤسسة الرسالة طبعة أولى 1996
1- التقنين والإلزام.
2- (المواضعة في الاصطلاح). 
3- (أجهزة الإنعاش وعلامة الوفاة). 
4- (طفل الأنابيب). 
5- (خطاب الضمان البنكي). 
6- (الحساب الفلكي). 
7- (البوصلة). 
8- (التأمين). 
9- (التشريح وزراعة الأعضاء). 
10- (تغريب الألقاب العلمية). 
11- (بطاقة الائتمان). 
12- (بطاقة التخفيض). 
13- (اليوبيل). 
14- (المثامنة في العقار). 
15- (التمثيل). 
16- (التقريب لعلوم ابن القيم) مجلد. 
17- (الحدود والتعزيرات) مجلد. 
18- (الجناية على النفس وما دونها) مجلد. 
19- (اختيارات ابن تيمية) للبرهان ابن القيم، تحقيق. 
20- (حكم الانتماء إلى الفرق والأحزاب والجماعات الإسلامية) مجلد. 
21- (معجم المناهي اللفظية) مجلد. 
22- (لا جديد في أحكام الصلاة). 
23- (تصنيف الناس بين الظن واليقين). 
24- (التعالم). 
25- (حلية طالب العلم). 
26- (آداب طالب الحديث من الجامع للخطيب). 
27- (الرقابة على التراث). 
28- (تسمية المولود). 
29- (أدب الهاتف). 
30- (الفرق بين حد الثوب والأزرة). 
31- (أذكار طرفي النهار). 
32- (المدخل المفصل إلى مذهب الإمام أحمد بن حنبل) مجلدان. 
33- (البلغة في فقه الإمام أحمد بن حنبل) للفخر ابن تيمية، مجلد، تحقيق. 
34- (فتوى السائل عن مهمات المسائل).
35- (فقه النوازل): ثلاثة مجلدات فيها خمس عشرة قضية فقهية مستجدة في خمس عشرة رسالة.

### الحديث وعلومه
35- (التأصيل لأصول التخريج وقواعد الجرح والتعديل). ثلاث مجلدات، طبع منها الأول. 
36- (معرفة النسخ والصحف الحديثة). 
37- (التحديث بما لا يصح فيه حديث). 
38- (الجد الحثيث في معرفة ما ليس بحديث) للغزي، تحقيق.
39- (الأجزاء الحديثية) مجلد، فيه خمس رسائل هي: 
39- (مرويات دعاء ختم القرآن الكريم) جزء. 
40- (نصوص الحوالة) جزء. 
41- (زيارة النساء للقبور) جزء. 
42- (مسح الوجه باليدين بعد رفعهما بالدعاء) جزء. 
43- (ضعف حديث العجن) جزء.

### المعارف العامة
44- (النظائر) مجلد، ويحتوي على أربع رسائل: 
44- (العزاب من العلماء وغيرهم). 
45- (التحول المذهبي). 
46- (التراجم الذاتية). 
47- (الطائف الكلم في العلم). 
48- (طبقات النسابين) مجلد. 
49- (ابن القيم: حياته، آثاره، موارده) مجلد. 
50- 54- (الردود) مجلد، ويحتوي على خمس رسائل 

50- (الرد على المخالف). 
51- (تحريف النصوص). 
52- (براءة أهل السنة من الوقيعة في علماء الأمة). 
53- (عقيدة ابن أبي زيد القيرواني وعبث بعض المعاصرين بها). 
54- (التحذير من مختصرات الصابوني في التفسير). 
55- (بدع القراء) رسالة. 
56- (خصائص جزيرة العرب). 
57- (السحب الوابلة على ضرائح الحنابلة), 3 مجلدات، للشيخ محمد بن عبد الله بن حميد مفتي الحنابلة بمكة ت سنة 1296 هـ- تعالى- تحقيق بالاشتراك. 
58- (تسهيل السابلة إلى معرفة علماء الحنابلة) للشيخ/ صالح بن عبد العزيز بن عثيمين المكي تحقيق في مجلدين. 
59- (علماء الحنابلة من الإمام أحمد إلى وفيات القرن الخامس عشر الهجري), مجلد على طريقة: (الأعلام) للزركلي. 
60- (دعاء القنوت). 
61- (فتح الله الحميد المجيد في شرح كتاب التوحيد) للشيخ حامد بن محمد الشارقي- تعالى- مجلد، تحقيق. 
62- (نظرية الخلط بين الإسلام وغيره من الأديان). 
63- (تقريب آداب البحث والمناظرة). 
64- (جبل إلال بعرفات), تحقيقات تاريخية وشرعية. 
65- (مدينة النبي صلى الله عليه وسلم رأي العين). 
66- (قبة الصخرة، تحقيقات في تاريخ عمارتها وترميمها).

## وفاته
توفي يوم الثلاثاء 28 من محرم سنة 1429 هـ - 5 فبراير لعام 2008 م - بمدينة الرياض.

## وصلات خارجية
- صفحته على موقع طريق الإسلام
- بكر أبو زيد
- برنامج يحتوي كامل مؤلفاته